# Kandi
Kandi je grad na sjeveroistoku Benina, glavni grad departmana Alibori. Nekada značajan trgovački centar, danas je poznat po poljoprivrednoj proizvodnji, prvenstveno pamuka, prosa i kikirikija. Leži na glavnoj državnoj prometnici smjera sjever-jug, 650 km od Cotonoua i 520 km od Porto-Nova. Sjeverno od grada nalazi se zračna luka.
Prema popisu iz 2002. godine, Kandi je imao 27.227 stanovnika.